# Przejście graniczne Zawidów-Frydlant v Čechach
Przejście graniczne Zawidów-Frýdlant v Čechách – polsko-czeskie kolejowe przejście graniczne położone w województwie dolnośląskim, w powiecie zgorzeleckim, w gminie Zawidów, w miejscowości Zawidów, zlikwidowane w 2007.

## Opis
Przejście graniczne Zawidów-Frýdlant v Čechách z miejscem odprawy granicznej ruchu towarowego po stronie polskiej w miejscowości Zawidów czynne było całą dobę. Dopuszczony był ruch towarowy. Kontrolę graniczną osób, towarów oraz środków transportu wykonywała kolejno: Graniczna Placówka Kontrolna Straży Granicznej w Zawidowie (GPK SG w Zawidowie) i Placówka Straży Granicznej w Zawidowie.
21 grudnia 2007 na mocy układu z Schengen przejście graniczne zostało zlikwidowane.

### Przejście graniczne z Czechosłowacją
W okresie istnienia Czechosłowackiej Republiki Socjalistycznej funkcjonowało w tym miejscu polsko-czechosłowackie kolejowe przejście graniczne Zawidów. Czynne było codziennie przez całą dobę. Dopuszczony był ruch towarowy. Kontrolę graniczną osób, towarów oraz środków transportu wykonywała Graniczna Placówka Kontrolna Zawidów (GPK Zawidów).

## Galeria

Przejście graniczne Zawidów-Frýdlant v Čechach
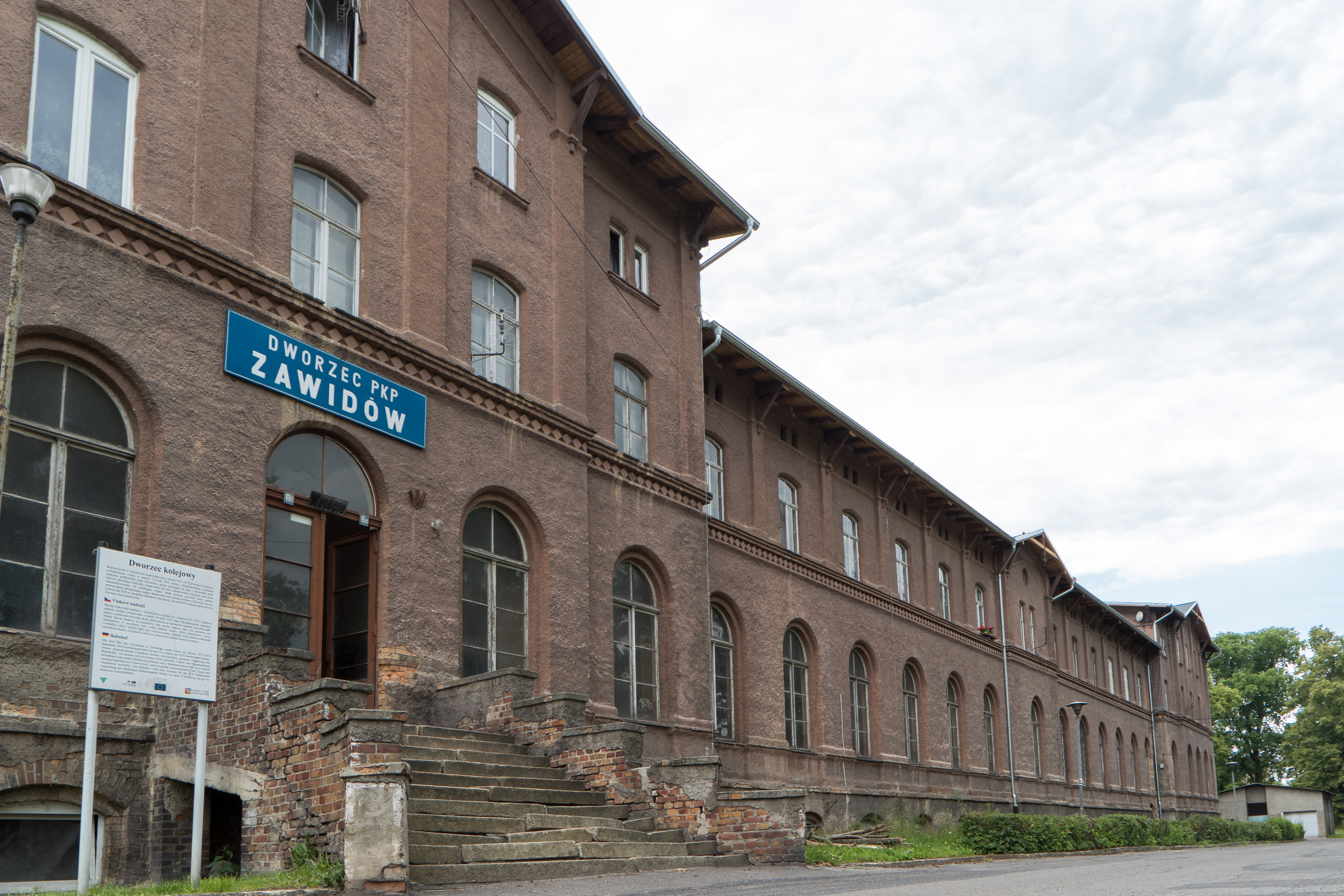
Dworzec PKP Zawidów (czerwiec 2015)
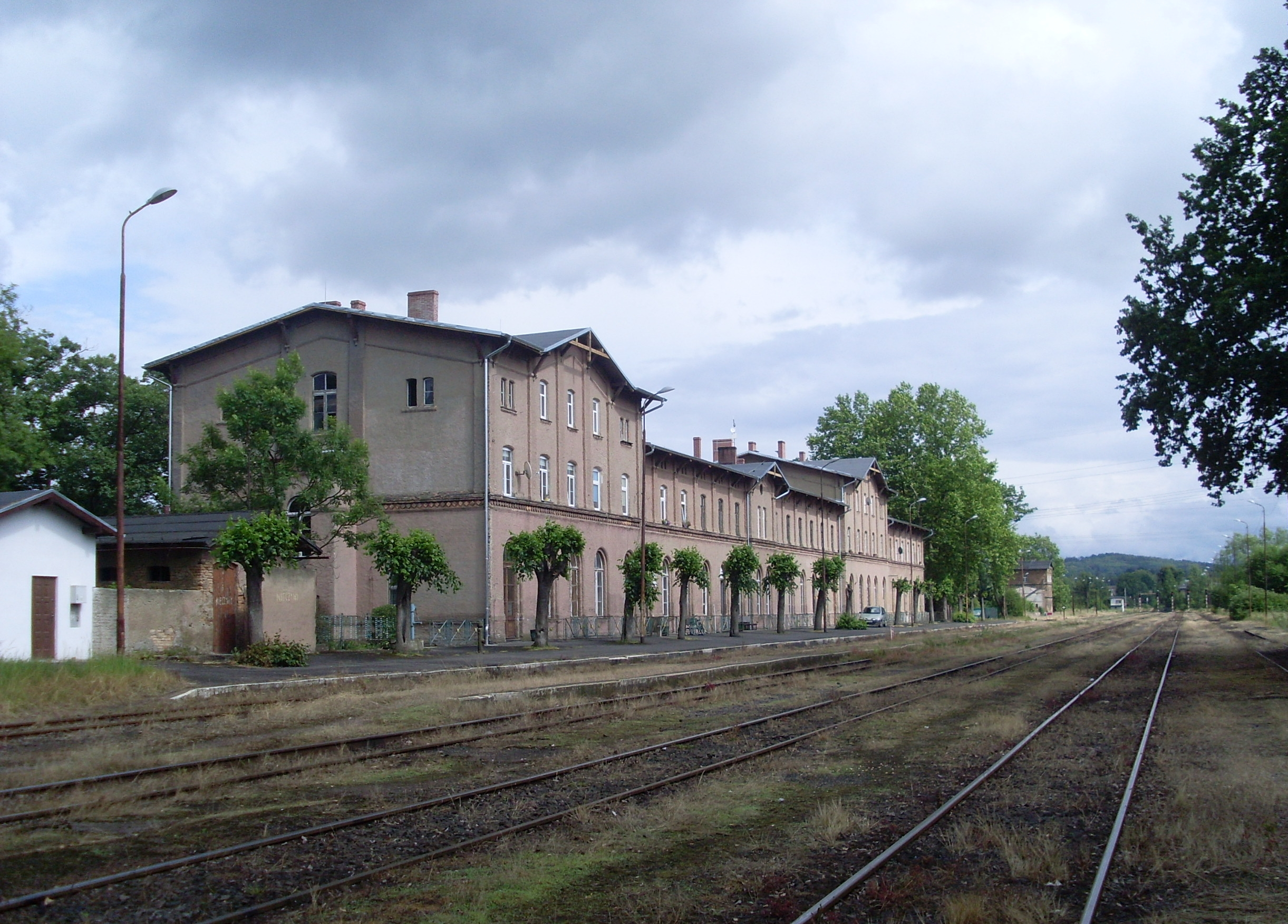
Stacja Zawidów, miejsce odprawy granicznej (czerwiec 2015)